# Kōbe Shimbun
Kōbe Shimbun (神戸新聞 Kōbe Shinbun?) es un periódico de tirada diaria publicado por Kōbe Shimbun Co., Ltd. (株式会社神戸新聞社 Kabushiki-gaisha Kōbe Shinbunsha?). La circulación diaria del Kōbe Shimbun en la primera mitad de 2022 fue de 400.000.